# Wilhelm Stekel
Wilhelm Stekel (Boiany, 18 marzo 1868 – Londra, 25 giugno 1940) è stato un medico, psicologo e psicoanalista austriaco.
Fu uno dei primi seguaci di Sigmund Freud. Ha giocato un ruolo significativo nella storia della psicoanalisi e della sessuologia.

## Carriera
Nato a Boiany, Bucovina, fu anche un poeta, un musicista e uno scrittore dotato, tuttavia le sue opere avevano un carattere prevalentemente giornalistico, e il suo interesse per la sessualità fu accusato di essere di segno pornografico. Stekel divenne noto per la sua capacità di comprensione intuitiva dei processi inconsci, in particolare del simbolismo onirico. 
Enzo Bonaventura ha scritto che Stekel in Poesia e neurosi porta alle estreme conseguenze la tesi freudiana del rapporto tra arte ed erotismo sentenziando  che «Tra il neurotico e il poeta non c'è alcuna differenza essenziale. Non ogni neurotico è un poeta, ma ogni poeta è un neurotico». 

Fu il primo a usare il termine Thanatos per indicare il desiderio di morte. Fin dall'inizio Stekel assegnò una grande importanza al tema della morte. Secondo una sua relazione del 1910, l'angoscia doveva essere considerata una “reazione all'insorgere dell'istinto di morte a seguito della repressione dell'istinto sessuale”. 

A lui vanno fatte risalire le prime analisi del simbolismo di morte nella vita onirica.
Fu il primo a coniare il termine parafilia in sostituzione della parola perversione.
In seguito, come già successo con altri, le sue idee si scontrarono con la personalità di Freud e per questo fu espulso dalla Società Psicoanalitica di Vienna nel 1912.
Stekel muore suicida a Londra per un'overdose di aspirina "per porre fine al dolore alla prostata e alla gangrena diabetica".

## Opere
- Die Sprache des Traumes. Eine Darstellung der Symbolik und Deutung des Traumes in ihren Beziehungen zur kranken und gesunden Seele für Ärzte und Psychologen (1911)
- Sexual Root of Kleptomania (1911)
- Nietzsche und Wagner, eine sexualpsychologische Studie zur Psychogenese des Freundschaftsgefühles und des Freundschaftsverrates (1917)
- Compulsion and Doubt (Zwang und Zweifel) (1922)
- Onanie und Homosexualität. (Die homosexuelle Neurose), Urban & Schwarzerberg, Berlin und Wien 1921.
- Frigidity in women Vol. II (1926)
- Impotence in the Male: The Psychic Disorders of Sexual Function in the Male (1927).
- Peculiarities of Behavior: Wandering Mania, Dipsomania, Cleptomania, Pyromania and Allied Impulsive Disorders (1929)
- Sadism and Masochism: The Psychology of Hatred and Cruelty (1929)
- The Interpretation of Dreams: New Developments and Technique (1943)
- The Autobiography of Wilhelm Stekel (1950)
- Technique of Analytical Psychotherapy (1950)
- Auto-erotism: a psychiatric study of masturbation and neurosis (1961)
- Conditions of Nervous Anxiety and Their Treatment (1999 ristampa).
- Bisexual Love (2003 ristampa, estratto di circa metà di Onanie und Homosexualität)

## Opere su Stekel
- Bos J., Groenendijk L, The Marginalization of Wilhelm Stekel. Freudian Circles Inside and Out, Springer, New York, 2007 ISBN 9780387326993
- Clark-Lowes F., Freud's Apostle. Wilhelm Stekel and the Early History of Psychoanalysis, Authors OnLine, England, 2010 ISBN 9780755213092
- Lualdi M. M., Passando da Stekel, Youcanprint, Tricase, 2015 ISBN 9788891194305